# Ферит
 Тази статия е за вид желязо.  За магнитния материал вижте феримагнетизъм.  
Ферит е твърд разтвор на въглерод в алфа желязо. В обемно-центрираната кубична решетка на нискотемпературния алфа-ферит се разтваря до 0,02% въглерод, а във високотемпературния алфа ферит (или бета ферит) – до 0,1% въглерод. Феритът е високопластичен и мек материал (80 – 120 HB), добре се обработва чрез пластична деформация в студено състояние. На диаграмата на състоянията на желязо-въглеродните сплави се означава с буква Ф. На практика феритът е чисто желязо.